# أهل المدينة (مسلسل)
أهل المدينة مسلسل سوري إنتاج 2004 من تأليف: خالد خليفة، وإخراج: بسام سعد.

## قصة
والمسلسل اجتماعي ضخم يقع في ثلاثين حلقة تلفزيونية ويقدم بانوراما واسعة للحياة الاجتماعية والاقتصادية والوانها، ويناقش بجرأة شديدة ـ كما يقول مؤلفه ـ آلية عمل السوق كنموذج لمكان ما زال يحافظ على خصائص وتقاليد تجارية.
ولكن هذه التقاليد لم تستطع الصمود امام المفاهيم الجديدة لآلية الربح ومفاهيم الاحلاف: المال والسلطة ونفوذها، والقوانين المعطلة أو التي ما زالت بعيدة عن طموحات بلد أصبح متخلفا على الصعيدين الإداري والاقتصادي، وهذه البانوراما تنسجها علاقات اجتماعية وإنسانية تتصارع دوما، وتختلف احلامها وطموحاتها من وقت لآخر وحسب مصالحها. بالإضافة إلى صراع هذه الأحلام والمصالح بين من يريدون أن يمحو ذاكرة البلاد كي يبتدئ التاريخ بهم، وبين من يريدون التأكيد على استمرارية الإرث الحضاري لهذه البلاد، ويدافعون باستماتة عن مفاهيم ضد كل أساليب تدمير الإنسان والمدينة.

## ابطال العمل
- فراس إبراهيم
- سليم صبري
- عبدالمنعم عمايري
- وائل رمضان
- مرح جبر
- صفاء رقماني